# Elke Dopp

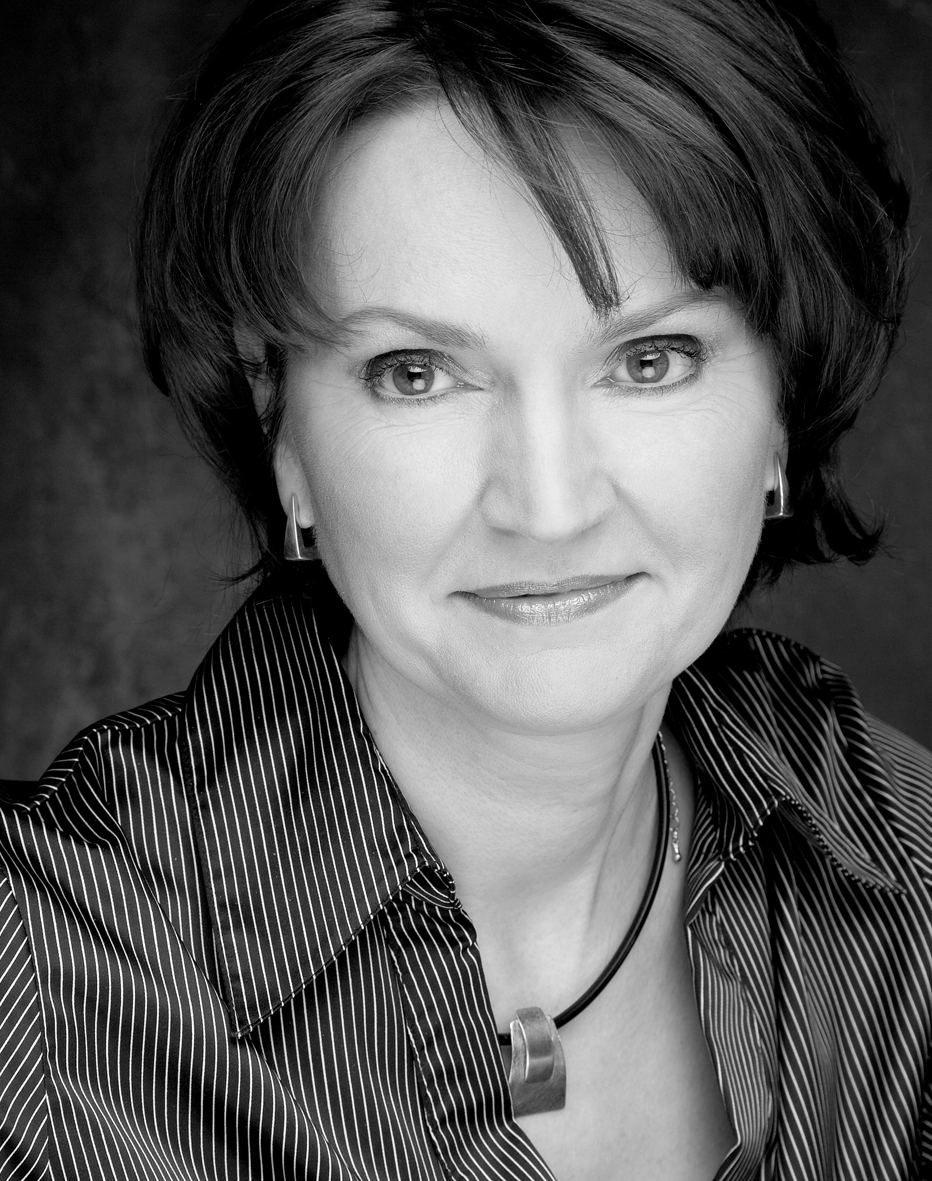
Elke Dopp (2009)

Elke Dopp, geborene Elke Kitzig  (* 17. August 1965 in Bad Düben) ist eine deutsche Agrar- und Umweltwissenschaftlerin. Sie ist Professorin für Hygiene und Umweltmedizin an der Universität Duisburg-Essen. Ihr Forschungsschwerpunkt ist die Untersuchung der Auswirkungen von Umweltschadstoffen auf den Menschen.

## Leben
Elke Dopp hat von 1985 bis 1990 Agrar- und Umweltwissenschaften an der Universität Rostock studiert, dort promoviert und habilitiert. Ihre Lehrbefugnis (venia legendi) erhielt sie 2002 für das Fach Umwelttoxikologie von der Universität Rostock. Die Umhabilitation an die Universität Duisburg-Essen erfolgte im Jahr 2005. Sie erhielt dort die Lehrbefugnis für das Fach Hygiene und Umweltmedizin.

## Schulbildung
Aufgewachsen in der Deutschen Demokratischen Republik hat sie ihre Schullaufbahn an der Polytechnischen Oberschule und der Erweiterten Oberschule in Groß Gievitz (1972–1973) und Altentreptow (1973–1984) absolviert. Ihr Abitur legte sie an der Ernst-Schneller-Oberschule Altentreptow ab.

## Forschung und Lehre
Elke Dopp habilitierte im Jahr 2001 zu dem Thema Charakterisierung cytogenetischer Effekte in Säugerzellen im Zuge des Mehrstufenprozesses der Kanzerogenese nach Exposition gegenüber Umweltschadstoffen. Ihr Forschungsschwerpunkt liegt auf der Untersuchung der zellulären Veränderungen, insbesondere des DNA-schädigenden Potentials von Umweltschadstoffen (inhalierbare Partikel und Fasern (z. B. Nanopartikel, Asbestfasern), metal(loid)organische Verbindungen (z. B. Arsenverbindungen), Spurenstoffe im Wasser (z. B. Arzneimittelrückstände)).
Sie ist aktiv in verschiedene Gremienarbeit involviert (2001–2012: MAK-Kommission zur Festlegung von arbeitsplatzbezogenen Grenzwerten für Stäube, 2005–2008: WHO-Expertengremium zur Einschätzung der Kanzerogenität von Chrysotilasbest und Ersatzstoffen, 2009–2010: Expertengruppe des Umweltbundesamtes zur toxikologischen Bewertung von Arsen im Trinkwasser).
Sie hat eigene Bücher, Zeitschriften und eine Vielzahl an Veröffentlichungen in internationalen Zeitschriften publiziert.
Dopp ist Gastprofessorin an der Amity University in Lucknow (Indien).

## Werke (Auswahl)
- Mit Qamar Rahman and Dietmar Schiffmann: Genotoxic effects of asbestos fibres In: G.A. Peters & B.J. Peters: Sourcebook on Asbestos Diseases, LEXIS Publishing 2000, ISBN 0-327-01028-2.
- Mit  Helga Stopper, Gerrit M. Alink: Natural and Synthetic Estrogens: Cellular and Molecular Mechanisms Research Signpost 2002, ISBN 8-177-36138-4.
- Mit Qamar Rahman, Mohtashim Lohani, Heidemarie Pemsel, Ludwig Jonas, Dieter G. Weiss, Dietmar Schiffmann: Evidence that ultrafine titanium dioxide induces micronuclei and apoptosis in Syrian hamster embryo fibroblasts Environ Health Perspect 2002; 110(8): 797–800. PMC 1240951 (freier Volltext).
- Mit  Astrid Sigel, Helmut Sigel, Roland Sigel, Eds.: Organometallics in Environment and Toxicology: Metal Ions in Life Sciences. RSC Publishing, Cambridge 2009, ISBN 978-184-755177-1.
- Intracellular Arsenic Speciation and Quantification in Human Urothelial and Hepatic Cells In: Abdullah Erdem Canda: Bladder Cancer - From Basic Science to Robotic Surgery,  InTech 2012, ISBN 978-953-307-839-7.
- Mit S. Bhattacharya, A.V. Hirner, M. Aschner, T. Schwerdtle: Toxicity of Organometal(loids). J. Toxicol. 2012, Art. ID 358484.
- Mit A.W. Rettenmeier: Tin, Toxicity In: R.H. Kretsinger, V.N. Uversky, E.A. Permyakov: Encyclopedia of Metalloproteins,  SpringerLink 2013, ISBN 978-1-4614-1532-9.
- Mit W. Wohlleben, T.A.J. Kuhlbusch, J. Schnekenburger, C.M. Lehr: Safety of Nanomaterials along their Lifecycle: Release, Exposure and Human Hazards,  CRC Press 2014, ISBN 978-1-4665-6786-3.
- Mit S. Schmitz-Spanke: Umweltmedizin - Wasserhygiene, ecomed Medizin 2017, ISBN 978-3-609-10562-8.
- Editor Special Issue: Im Fokus: Wasser und Gesundheit Arbeitsmedizin, Sozialmedizin, Umweltmedizin (ASU) 06-2020